# علی‌خل، جالاندر
علی خل، جالاندر (به انگلیسی: Ali Khel, Jalandhar) یک منطقهٔ مسکونی در هند است که در پنجاب (هند) واقع شده‌است.